# El Sacrificio (Chiapas)
El Sacrificio es una localidad del estado mexicano de Chiapas. Es parte del municipio de Tuxtla Chico.

## Demografía
| Gráfica de evolución demográfica |
|                                  |

| Censo | Población |
| ----- | --------- |
| 1980  | 376       |
| 1990  | 1 185     |
| 2000  | 1 483     |
| 2010  | 1 483     |
| 2020  | 1 044     |